# Octosporella
Octosporella is een geslacht van schimmels uit de familie Pyronemataceae. De typesoort is Octosporella jungermanniarum.

## Soorten
Volgens Index Fungorum telt het geslacht 16 soorten (peildatum oktober 2022):
| Soortnaam                    | Auteur(s)                        | Publicatiejaar |
| ---------------------------- | -------------------------------- | -------------- |
| Octosporella australis       | Janošík & Döbbeler               | 2022           |
| Octosporella brevibarbata    | Döbbeler & P.G. Davison          | 2021           |
| Octosporella caudifera       | Döbbeler & P.G. Davison          | 2021           |
| Octosporella epiphylla       | Döbbeler & Beenken               | 2011           |
| Octosporella erythrostigma   | (Mont.) Döbbeler                 | 2004           |
| Octosporella fortunata       | Döbbeler                         | 2011           |
| Octosporella fusispora       | Y.J. Yao & Spooner               | 2006           |
| Octosporella hemicrypta      | (Döbbeler) Döbbeler              | 1980           |
| Octosporella imitatrix       | Döbbeler & P.G. Davison          | 2021           |
| Octosporella jungermanniarum | (P. Crouan & H. Crouan) Döbbeler | 1980           |
| Octosporella microtricha     | Döbbeler, Negrín & M. Vega       | 2018           |
| Octosporella nematospora     | Döbbeler & F. Berger             | 2018           |
| Octosporella ornithocephala  | Döbbeler                         | 1980           |
| Octosporella perforata       | (Döbbeler) Döbbeler              | 1980           |
| Octosporella ptilidii        | Döbbeler                         | 1988           |
| Octosporella radulae         | Döbbeler & Menjívar              | 1992           |